# Nanos ater
Nanos ater là một loài bọ cánh cứng trong họ Bọ hung (Scarabaeidae).